# Fenêtre de Durand
La fenêtre de Durand est un col pédestre situé sur la frontière entre l'Italie et la Suisse.

## Situation
Il est situé entre le mont Avril à l'ouest et le mont Gelé à l'est. Au nord, il donne accès au val de Bagnes en Valais, au sud, au Valpelline en Vallée d'Aoste.

## Histoire
Une stèle y rappelle que Luigi Einaudi, futur président de la République italienne, franchit le col avec sa femme Ida le 26 septembre 1943 pour fuir le fascisme.